# Ленинский сельсовет (Мордовский район)
Ленинский сельсове́т — упразднённое сельское поселение в Мордовском районе Тамбовской области. Расположен в северной части Мордовского района в 18 км от районного центра — р.п. Мордово и в 75 км от города Тамбова.
Административный центр — деревня Центральное отделение совхоза им. Ленина.

## История
Законом Тамбовской области от 30 мая 2014 года Ленинский сельсовет и Новопокровский поссовет объединены в Новопокровский поссовет.

## Административное устройство
В Ленинский сельсовет входят девять населенных пунктов:
1. пос. Дмитров
2. д. Лукьяновка
3. пос. МТФ
4. д. Никольская
5. пос. Отделение Политотдельское
6. с. Павловка
7. д. Петровка
8. д. Пехота
9. д. Центральное отделение совхоза им. Ленина, посёлок Ленинский